# Scalptia laingensis
Scalptia laingensis is een slakkensoort uit de familie van de Cancellariidae. De wetenschappelijke naam van de soort is voor het eerst geldig gepubliceerd in 1989 door Verhecken.